# Guy Ouellette
Pour les articles homonymes, voir Ouellette.
Guy Ouellette, né le 13 décembre 1951 à Sherbrooke, est un policier et un homme politique québécois.
Il est député à l'Assemblée nationale du Québec de la circonscription de Chomedey sous la bannière du Parti libéral du Québec de 2007 à 2018 et comme député indépendant de 2018 à 2022. 
En tant que policier, il s'est fait connaître pour avoir participé à la lutte contre les groupes de motards criminalisés québécois, particulièrement les Hells Angels, pendant les années 1990.
Élu à plusieurs reprises sous la bannière du Parti libéral du Québec, il annonce, à la suite de son arrestation par l'Unité permanente anticorruption (UPAC) le 25 octobre 2017, qu'il se retire du caucus libéral et siège dorénavant à titre de député indépendant. Il est réintégré au caucus par son chef Philippe Couillard lors de l'élection de 2018 mais en est aussitôt exclu lors de la démission de ce dernier.

## Biographie
Né le 13 décembre 1951 à Sherbrooke en Estrie, Guy Ouellette est père de quatre enfants, maintenant adultes, David, Maxim, Alexandre et d'Andréa.
En 1968, il obtient son diplôme d'études secondaires (DES) au séminaire de Saint-Jean d'Iberville.

### Carrière professionnelle
En 1969, il entre comme cadet policier au sein de la Sûreté du Québec (SQ) puis occupe les fonctions de policier, policier patrouilleur, chef d'équipe, caporal de relève, caporal et finalement, sergent responsable d'équipes d'enquêteurs de stupéfiants.
En 1990, après 21 ans de service dans la SQ, il devient sergent à la section des Renseignements criminels. Lorsque l'escouade Carcajou est formée en septembre 1995 pour lutter contre les bandes de motards criminalisés, Guy Ouellette s'y joint.
De 1997 à 2001, il a été conseiller auprès des autorités de la Sureté du Québec concernant le crime organisé et les motards criminalisés. Il prend une retraite obligatoire en juin 2001 après presque 32 années de service.
Entre 1995 et 2007, Guy Ouellette a servi de témoin expert dans plusieurs causes contre des motards à travers le pays. Les ministères de la Justice de l'Alberta, du Manitoba, de l'Ontario et du Québec ont ainsi utilisé ses services.
En septembre 2005, en collaboration avec Normand Lester, il publie le livre intitulé Mom, qui détaille l'ascension du chef québécois des Hells Angels, Maurice Boucher.

### Carrière politique
Lors des élections générales québécoises de 2007, il se présente comme candidat du Parti libéral du Québec dans la circonscription de Chomedey, dans la région de Laval. Il remporte la victoire avec 55 % des voix (majorité de 10 738).
Il est réélu en 2008 avec 66 % des voix, en 2012 avec 57 % des voix et 2014 avec 73 % des voix.
Il est arrêté le 25 octobre 2017 par l'Unité permanente anticorruption relativement à des fuites présumées de documents d'enquêtes criminelles. Il ne sera jamais accusé. 
Durant les élections de 2018, le chef de la Coalition avenir Québec, François Legault, révèle que le député aurait fourni à sa formation politique des informations compromettantes sur le Parti libéral alors au gouvernement. Peu après les élections, le député-réélu Guy Ouellette avec 53 % des voix est expulsé du caucus du Parti libéral en raison de bris de confiance allégué avec le parti.

## Fonctions parlementaires
- Porte-parole de l'opposition officielle en matière de travail depuis le 26 septembre 2012
- Adjoint parlementaire au ministre du Revenu (4 novembre 2009 au 1er août 2012)
- Adjoint parlementaire au ministre de la Sécurité publique (25 avril 2007 au 5 novembre 2008) et du 23 avril 2014 au 15 septembre 2015.

## Vie après la politique
Guy Ouellette est secrétaire du conseil d'administration du Cercle des ex-parlementaires de l'Assemblée nationale du Québec.

## Résultats électoraux
|                                                                                             | Nom                     | Parti            | Nombre de voix | %      | Maj.  |
| ------------------------------------------------------------------------------------------- | ----------------------- | ---------------- | -------------- | ------ | ----- |
|                                                                                             | Guy Ouellette (sortant) | Libéral          | 15 982         | 52,7 % | 7 968 |
|                                                                                             | Alice Abou-Khalil       | Coalition avenir | 8 014          | 26,4 % | -     |
|                                                                                             | Ouerdia Nacera Beddad   | Parti québécois  | 2 301          | 7,6 %  | -     |
|                                                                                             | Rabah Moulla            | Québec solidaire | 2 144          | 7,1 %  | -     |
|                                                                                             | Nick Keramarios         | Conservateur     | 1 084          | 3,6 %  | -     |
|                                                                                             | Fatine Kabbaj           | Vert             | 538            | 1,8 %  | -     |
|                                                                                             | Omar El-Harrache        | NPD Québec       | 276            | 0,9 %  | -     |
| Total                                                                                       | Total                   | Total            | 30 339         | 100 %  |       |
| Le taux de participation lors de l'élection était de 54 % et 526 bulletins ont été rejetés. |                         |                  |                |        |       |

|                                                                                               | Nom                     | Parti            | Nombre de voix | %      | Maj.   |
| --------------------------------------------------------------------------------------------- | ----------------------- | ---------------- | -------------- | ------ | ------ |
|                                                                                               | Guy Ouellette (sortant) | Libéral          | 30 604         | 73 %   | 25 788 |
|                                                                                               | Jean Cooke              | Parti québécois  | 4 816          | 11,5 % | -      |
|                                                                                               | Carlie Dejoie           | Coalition avenir | 4 658          | 11,1 % | -      |
|                                                                                               | Lise-Anne Rhéaume       | Québec solidaire | 1 164          | 2,8 %  | -      |
|                                                                                               | Brendan Edge            | Vert             | 347            | 0,8 %  | -      |
|                                                                                               | Emily Gagnon            | Bloc pot         | 191            | 0,5 %  | -      |
|                                                                                               | Patrick Simard          | Option nationale | 130            | 0,3 %  | -      |
| Total                                                                                         | Total                   | Total            | 41 910         | 100 %  |        |
| Le taux de participation lors de l'élection était de 72,3 % et 352 bulletins ont été rejetés. |                         |                  |                |        |        |

|                                                                                               | Nom                     | Parti            | Nombre de voix | %      | Maj.   |
| --------------------------------------------------------------------------------------------- | ----------------------- | ---------------- | -------------- | ------ | ------ |
|                                                                                               | Guy Ouellette (sortant) | Libéral          | 21 893         | 57,2 % | 14 514 |
|                                                                                               | Marielle Potvin         | Coalition avenir | 7 379          | 19,3 % | -      |
|                                                                                               | Jean Cooke              | Parti québécois  | 6 340          | 16,6 % | -      |
|                                                                                               | Francine Bellerose      | Québec solidaire | 1 362          | 3,6 %  | -      |
|                                                                                               | Stéphanie Stevenson     | Vert             | 663            | 1,7 %  | -      |
|                                                                                               | Patrick Simard          | Option nationale | 341            | 0,9 %  | -      |
|                                                                                               | Kamal Germanos Lutfi    | Indépendant      | 267            | 0,7 %  | -      |
| Total                                                                                         | Total                   | Total            | 38 245         | 100 %  |        |
| Le taux de participation lors de l'élection était de 67,9 % et 418 bulletins ont été rejetés. |                         |                  |                |        |        |

|                                                                                               | Nom                     | Parti               | Nombre de voix | %      | Maj.   |
| --------------------------------------------------------------------------------------------- | ----------------------- | ------------------- | -------------- | ------ | ------ |
|                                                                                               | Guy Ouellette (sortant) | Libéral             | 16 702         | 66,1 % | 11 392 |
|                                                                                               | Jonathan Cyr            | Parti québécois     | 5 310          | 21 %   | -      |
|                                                                                               | Josée Granger           | Action démocratique | 1 936          | 7,7 %  | -      |
|                                                                                               | Christian Picard        | Vert                | 625            | 2,5 %  | -      |
|                                                                                               | Francine Bellerose      | Québec solidaire    | 556            | 2,2 %  | -      |
|                                                                                               | Polyvios Tsakanikas     | Marxiste-léniniste  | 133            | 0,5 %  | -      |
| Total                                                                                         | Total                   | Total               | 25 262         | 100 %  |        |
| Le taux de participation lors de l'élection était de 45,2 % et 281 bulletins ont été rejetés. |                         |                     |                |        |        |

|                                                                                               | Nom                   | Parti               | Nombre de voix | %      | Maj.   |
| --------------------------------------------------------------------------------------------- | --------------------- | ------------------- | -------------- | ------ | ------ |
|                                                                                               | Guy Ouellette         | Libéral             | 18 667         | 54,7 % | 10 738 |
|                                                                                               | Phani Papachristou    | Action démocratique | 7 929          | 23,3 % | -      |
|                                                                                               | Joëlle Quérin         | Parti québécois     | 5 180          | 15,2 % | -      |
|                                                                                               | Jean Martin           | Vert                | 1 237          | 3,6 %  | -      |
|                                                                                               | Francine Bellerose    | Québec solidaire    | 683            | 2 %    | -      |
|                                                                                               | Noemia Onofre de Lima | Indépendant         | 299            | 0,9 %  | -      |
|                                                                                               | Polyvios Tsakanikas   | Marxiste-léniniste  | 103            | 0,3 %  | -      |
| Total                                                                                         | Total                 | Total               | 34 098         | 100 %  |        |
| Le taux de participation lors de l'élection était de 62,9 % et 338 bulletins ont été rejetés. |                       |                     |                |        |        |